# Погані сплять спокійно
«Погані сплять спокійно» (яп. 悪い奴ほどよく眠る) — кримінальна драма Куросави Акіри. Перший фільм Куросави як незалежного продюсера, знятий ним для власної компанії. Головну роль виконує Міфуне Тосіро.
У 1961 році фільм брав участь в основному конкурсі Берлінського кінофестивалю. Картина була удостоєна двох премій «Майніті» за 1961 рік у номінаціях «найкращий актор другого плану» (Морі Масаюкі) і найкраща музика до фільму (Сато Масару).

## Сюжет
Сюжет фільму віддалено нагадує шекспірівського «Гамлета». Молодий чоловік Коїті Нісі (роль виконує Міфуне Тосіро) прагне помститися за смерть батька, якого змусив до самогубства віце-президент великої земельної компанії. Заради того, щоб посадити в тюрму співучасників злочину, Нісі використовує чужі документи (Нісі — не його справжнє ім'я), наймається секретарем в ту саму компанію, виходить в довіру до віце-президента, навіть одружується на його доньці.